# Srednji istok
Srednji istok je povijesna i kulturna subregija Afroeuroazije koja tradicionalno obuhvaća zemlje ili regije u jugozapadnoj Aziji zajedno s Egiptom. U ostalim okvirima regija može obuhvaćati ostale dijelove sjeverne Afrike i/ili srednje Azije. Pakistan i Kavkaz općenito se ne ubrajaju u regiju.

## Karakteristike
U zapadnom svijetu Srednji istok se općenito smatra pretežito islamskom arapskom zajednicom. Ipak ovo područje obuhvaća mnoge različite kulturne i etničke grupe, uključujući Arape, Asirce, Azerijce, Berbere, Kaldejce, Druze, Grke, Židove, Kurde, Maronite, Perzijance i Turke. Oni nisu međusobno toliko slični koliko se to pretpostavlja. Glavne jezične grupe uključuju: arapski, asirski (također poznat kao aramejski ili sirijski), hebrejski, perzijski, kurdski i turski. Odgovarajući pridjev je srednjoistočni, a izvedena imenica je Srednjoistočnjak.
Većina zapadnih definicija "Srednjeg istoka" — i u utvrđenim referentnim knjigama i u uobičajenoj uporabi — definira regiju kao 'države u jugozapadnoj Aziji od Irana (Perzije) do Egipta'. Egipat se zajedno sa Sinajskim poluotokom u Aziji obično smatra dijelom 'Srednjeg istoka', iako većina zemlje leži geografski u sjevernoj Africi. Budući da nisu povezane s Azijom, međunarodni mediji sve više nazivaju Libiju, Tunis i Maroko sjevernoafričkim državama — nasuprot srednjoistočnim zemljama (od Irana do azijskog dijela Egipta).
Jedna od široko korištenih definicija "Srednjeg istoka" je definicija zrakoplovne industrije koju provodi IATA-ina organizacija za standarde. Ta definicija — od početka 2006. — uključuje Bahrein, Egipat, Irak, Iran, Izrael, Jemen, Jordan, Katar, Kuvajt, Libanon, Oman, Palestinski teritorij, Saudijsku Arabiju, Sirijsku Arapsku Republiku, Sudan i Ujedinjene Arapske Emirate.   Arhivirana inačica izvorne stranice od 21. travnja 2006. (Wayback Machine) Ova se definicija koristi diljem svijeta u određivanju cijena letova i taksenih obračuna za putnike i teret.

## Povijest
Srednji istok je rodno mjesto i duhovno središte judaizma, kršćanstva i islama. Regija je proživjela i razdoblja relativne tolerancije i razdoblja relativnog nasilja. U 20. stoljeću Srednji istok je bio središte svjetskih pitanja, pa je predstavljao strateški, ekonomski, politički, kulturno i religijski osjetljivo područje. On posjeduje značajne zalihe sirove nafte. Vidi također Popis sukoba na Srednjem istoku.

## Granice
Srednji istok definira kulturno područje, pa stoga nema precizne granice. Najuobičajenija i jako proizvoljna definicija uključuje: Bahrein, Cipar, Egipat, Tursku, Iran (Perziju), Irak, Izrael, Jordan, Kuvajt, Libanon, Oman, Katar, Saudijsku Arabiju, Siriju, Ujedinjene Arapske Emirate, Jemen, Zapadnu obalu i Pojas Gaze.
Iran se često smatra istočnom granicom, a Afganistan i zapadna Pakistan se često ubrajaju zbog svojeg bliskog odnosa (etnički i religijski) s većom grupom iranskih naroda kao i povijesnih veza sa Srednjim istokom, uključujući dijelove raznih carstava koja su se prostirala u regiji. Značajna carstva osnovali su među ostalima Perzijanci i Arapi. Afganistan, Tadžikistan i zapadni Pakistan (Baluchistan i sjeverozapadna granična provincija) dijele bliske kulturne, lingvističke i povijesne veze s Iranom i također su dio Iranske visoravni, dok je iranski odnos s arapskim državama utemeljen više na religiji i geografskoj blizini. Kurdi, druga grupa iranskog jezičnog ogranka, najveća su etnička grupa na Srednjem istoku bez vlastite države.
Iako se često smještaju izvan okvira Srednjeg istoka, Sjeverna Afrika ili Magreb nemaju jake kulturne i lingvističke veze s regijom, a povijesno su dijelili mnoge događaje koji su oblikovali mediteransku i srednjoistočnu regiju. Te događaje potaknuli su fenička kolonija Kartaga, grčko-rimska civilizacija, te muslimansko arapsko-berbersko i Otomansko Carstvo. Magreb se ponekad uključuje, a ponekad isključuje iz Srednjeg istoka od medija i u neformalnoj uporabi. Većina akademika ipak nastavlja identificirati sjevernu Afriku kao geografski dio Afrike, ali uz blisku povezanost s jugozapadnom Azijom u terminima politike, kulture, religije, jezika, povijesti i genetike. To se može usporediti s ostalim sličnim primjerima poput Tasmanije i Newfoundlanda koji geografski ne pripadaju Europi, ali dijele mnogo osobina sa sjeverozapadnom i sjevernom Europom. Madagaskar je jednako tako u određenom smislu bliži jugoistočnoj Aziji nego jugoistočnoj Africi.
Iako se često grupiraju u jugozapadnu Aziju na osnovi geografske blizine i kontinuiteta, Kavkaz, Cipar i Turska se općenito smatraju dijelom Europe u kulturnom i političkom smislu zbog svojih povijesnih i nedavnih političkih veza s tom regijom. Armenija i Cipar, primjerice, iako se nalaze geografski vrlo blizu Srednjeg istoka, posjeduju dva važna kriterija koji ih povezuju više s Europom nego sa Srednjim istokom: njihov nacionalni identitet koji kombinira indo-europsku lingvističku pozadinu i većinu stanovništva koja pristaje uz kršćanstvo. Ti čimbenici ne odgovoraju karakteristikama srednjoistočnih zemalja koji imaju samo jednu osobinu (indo-europski jezici, primjerice, dominiraju Iranom i Afganistanom) ili drugu (Libanon je jedina zemlja koja ima kršćansku većinu, iako i to ostaje jednako spekulativno). Turska ne posjeduje nijednu od tih europskih osobina, ali ima duboku povijesnu (i prema genetskom istraživanju DNA) povezanost s Europom pošto je bila sjedište Bizantinskog i Otomanskog Carstva koja su se prostirala u Europi. Kao buduća članica Europske unije i dugogodišnja članica NATO-a, Turska je prihvatila sekularne osobine koje dominiraju Europom, a odbacila je mnoge veze sa Srednjim istokom uz iznimku islamske religije. Gruzija i Azerbajdžan su proživjeli korjenitu promjenu tijekom vlasti Ruskog Carstva i Sovjetskog Saveza, a više se smatraju 'europskim' nego 'srednjoistočnim' zemljama. Ove se dvije zemlje općenito vide kao regionalni blok kavkaske regije.
Srednjoazijske zemlje iz bivšeg sovjetskog bloka također pokazuju u različitim stupnjevima sklonost i povijesne veze sa Srednjim istokom, ali ni na jedan uniformirani način. Dok južne države Turkmenistan, Uzbekistan i Tadžikistan prikazuju mnoge kulturne, povijesne i sociopolitičke sličnosti sa Srednjim istokom, Kazahstan i Kirgistan su primjeri zabačenijih i mješovitih kultura. Zbog toga su ove države viđene kao euroazijske (na načine slične s Kavkazom), a njihova ih je ruska/sovjetska prošlost odijelila na različite načine od Srednjeg istoka. Kasnije je uslijedio pokret za ponovnu uspostavu veza s regijom (npr. u Tadžikistanu je utemeljen na etnolingvističkim sklonostima s Iranom i Afganistanom). Poput Kavkaza i Turske, srednja Azija ima jake sekularne i 'zapadnjačke' sklonosti koje su ostavština Sovjetskog Saveza. To bi se moglo preokrenuti s nedavnim promjenama prema povijesno-kulturnoj renesansi i ponovnom izbijanju islamskog identiteta koji su desetljećima potiskivale sovjetske vlasti.
Država Izrael također predstavlja jedinstvenu fuziju europskih i srednjoistočnih značajki, a zbog geografskog kontinuiteta s Levantom i većinskim stanovništvom koje je pretežno srednjoistočno (uključujući sefardičke Židove, Sabre, izraelske Arape, itd.) možda dijeli više sličnosti sa svojim susjedima nego što je to odmah vidljivo iz medijske pokrivenosti.

### Promjene u značenju tijekom vremena
Sve do Drugog svjetskog rata bilo je uobičajeno nazivati istočnu obalu Mediterana Bliskim istokom. Srednji istok je tada označavao područje od Mezopotamije do Burme odnosno područje između Bliskog i Dalekog istoka. Značenje Srednjeg pojma u ovom članku promijenilo se (u engleskom jeziku) tijekom rata vjerojatno pod utjecajem antičke ideje Sredozemnog mora kao "mora u sredini".
Originalni,pravi Srednji Istok je bio:
1. Mjanmar (zapadni dio blizu granica s Jugozapadnom Kinom,istočnom Indijom i istočnim Bangladešom)
2. Rusija (dio ispred Ruskog Dalekog istoka i iza Urala)
3. Kina (Tibet, Xinjiang, Shaanxi, Gansu, Ningxia, Qinghai, dijelom Unutrašnja Mongolija,Sichuan i Yunnan...)
4. Afganistan
5. Uzbekistan
6. Turkmenistan
7. Kirgistan
8. Tadžikistan
9. Kazahstan
10. Pakistan
11. Mongolija
12. Nepal
13. Butan
14. Maldivi
15. Bangladeš
16. Indija
17. Šri Lanka

## Eurocentrizam
Budući da su termin Srednji istok skovali Europljani, mnogi su ga kritizirali zbog percipiranog eurocentrizma   Arhivirana inačica izvorne stranice od 23. listopada 1999. (Wayback Machine). Danas termin koriste jednako Europljani kao i ostali, za razliku od sličnog termina Mašrek koji se isključivo koristi u kontekstu arapskog jezika. Iz perspektive zapadne Europe regija se nalazi na istoku, dok Indijcu regija leži na zapadu, a Rusu na jugu. Oznaka Srednji je također dovela do zbrke u promjenama definicije. Prije Prvog svjetskog rata Bliski istok se koristio u engleskom jeziku za označavanje Balkana i Otomanskog Carstva, dok je Srednji istok označavao Perziju, Afganistan, te srednju Aziju, Turkistan i Kavkaz. Nasuprot tome, Daleki istok se odnosio na zemlje istočne Azije, tj. Kinu, Japan, Koreju, Hong Kong, Tajvan itd. Kritike ovih termina obično predlažu uporabu alternativnog termina poput "zapadne Azije".
Nestankom Otomanskog Carstva 1918. godine Bliski istok je uvelike izašao iz uobičajene uporabe u engleskom jeziku, dok se Srednji istok počeo primjenjivati na novonastale države islamskog svijeta. Uporaba termina Bliski istok ipak se održala u raznim akademskim disciplinama, uključujući arheologiju i antičku povijest u kojima opisuje područje identično s terminom Srednji istok koji se ne koristi u tim disciplinama (vidi Antički Bliski istok). Ukratko, termin Srednji istok je stekao popularnost kada je britanski/francuski dio svijeta koristio taj termin. U njemačkom jeziku termin Naher Osten (Bliski istok) je još uvijek u uobičajenoj uporabi, a u ruskom jeziku pojam Ближний Восток (Bliski istok) predstavlja jedini odgovarajući termin za regiju.
U hrvatskom jeziku značenje pojma Bliski istok odgovara području jugozapadne Azije, tj. području koje je na sjeveru omeđeno Turskom, na jugu Arapskim morem, na zapadu Egiptom, a na istoku Iranom. Najčešća definicija Srednjeg istoka obuhvaća zemlje od Irana do istočne Azije, tj. od Bliskog do Dalekog istoka.
Kritike eurocentrizma povezane su naravno s činjenicom da su 'istok' i 'zapad' definirani prema geografskoj dužini odnosno prema nultom ili griničkom meridijanu, pa su stoga inherentno eurocentrične. Rezultat toga je britanski kartografski standard kojeg je široko prihvatila Međunarodna meridijanska konferencija 1883. godine.

## Neizravni prijevodi
U ostalim europskim jezicima postoje termini slični Bliskom i Srednjem istoku, no kako su to relativni pojmovi, značenja ovise o zemlji, pa se općenito razlikuju od engleskih termina. Vidi kao primjere Proche-Orient, Moyen-Orient, Naher Osten, Ближний Восток.

## Slični termini
Nedostatak preciznosti u određivanju granica Srednjeg istoka je na određen način prednost, jer se može koristiti za opisivanje raznih kulturnih i političkih kriterija. Ta neodređenost u definiciji dovela je do nastanka alternativnih neutralnih termina poput jugozapadne i zapadne Azije. Te termine najviše koriste međunarodne organizacije i pokreti, a u Indiji ih najčešće koriste vlada i mediji. Pojam Arapski svijet nije istoznačan termin za Srednji istok, iako pokriva većinu istog područja. Azijski se dio arapskog svijeta (uključujući samu Arabiju) naziva Mašrek. "Srednji istok-Sjeverna Afrika" (MENA) ponekad se koristi za obuhvaćanje zone od Maroka do Irana, a također se povremeno naziva Veliki Srednji istok. Taj se termin ponekad koristi za označavanje čitavog područja od Sahare do Mediterana u Africi, a u Aziji zapadno od Kine i Indije, te južno od Rusije. Termin koriste neki povjesničari koji se bave raznim carstvima i civilizacijama (uključujući mediteransku grčko-rimsku i perzijsku civilizaciju kao i ogromne arapske kalifate, te regije gdje su muslimanski Turci rano uspostavili svoju vlast). On obuhvaća na zapadu sjevernu Afriku i Tursku sve do Pakistana i Afganistana na istoku. Termin 'Veliki Srednji istok' ostaje u uporabi grupacije G8, američkog State Departmenta , te raznih akademskih institucija poput Srednjoistočnog instituta.   Arhivirana inačica izvorne stranice od 10. travnja 2006. (Wayback Machine)

## Sukobi
Regija je danas karakterizirana jakim političkim napetostima poput pitanja Kurdistana, izraelsko-palestinskog sukoba, pitanja prava na vodne resurse, te brojnih manjih, ali jednako važnih pitanja poput sirijske prisutnosti u Libanonu, graničnih sporova između Sirije i Turske, Egipta i Sudana, te Jemena i Saudijske Arabije. Također su važna građanska prava religijskih manjina u Iraku i Bahreinu, te sigurnost kršćana u Egiptu.

## Regije Srednjeg istoka
- Iranska visoravan
- Anatolija - Turska
- Sredozemno more - Cipar
- Arabija, vidite Države Perzijskog zaljeva - Saudijska Arabija, Kuvajt, Katar, U.A.E., Oman, Jemen, Bahrein i Irak
- Levant - Sirija, Izrael, Jordan, Libanon, Zapadna obala i Pojas Gaze, egipatski Sinajski poluotok

## Više informacija
- Jugozapadna Azija
- Bliski istok
- Kolijevka čovječanstva
- Veliki Srednji istok
- Orijentalizam

## Vanjske poveznice
- Election Tracker - nadzire demokratske uvjete u svijetu  Arhivirana inačica izvorne stranice od 15. ožujka 2009. (Wayback Machine)
- Javno mišljenje o Srednjem istoku  Arhivirana inačica izvorne stranice od 17. ožujka 2006. (Wayback Machine)
- gomideast - Gdje se u svijetu nalazi Srednji istok?  Arhivirana inačica izvorne stranice od 6. veljače 2018. (Wayback Machine)
- Srednjoistočni forum  Arhivirana inačica izvorne stranice od 27. srpnja 2009. (Wayback Machine)
- Srednjoistočni forumi za emigrante  Arhivirana inačica izvorne stranice od 25. svibnja 2006. (Wayback Machine)
- Ancient Near East .net - osigurava iscrpan portal za arheologiju i antičku kulturu Bliskog/Srednjeg istoka
- Middle East Studies Association (MESA) of North America  Arhivirana inačica izvorne stranice od 11. lipnja 2007. (Wayback Machine)
- University of Chicago Library - Middle East Department
- The Middle East, Old and New  Arhivirana inačica izvorne stranice od 28. srpnja 2011. (Wayback Machine) Martina Kramera
- Middle East Public Relations Association (MEPRA)
- Middle East Resource Guide
- Middle Eastern Artists : Iranian Contemporary and young blood Art.
- Middle East Institute  Arhivirana inačica izvorne stranice od 10. travnja 2006. (Wayback Machine)
- Middle East Watch  Arhivirana inačica izvorne stranice od 19. listopada 2006. (Wayback Machine)